# Parmanand Jha
Parmanand Jha (nep. परमानन्द झा) (ur. w 1944 w Darbhanga) – nepalski polityk, pierwszy wiceprezydent Nepalu od 23 lipca 2008 do 31 października 2015.

## Życiorys
Do 2015 roku Parmanand Jha był członkiem terajskiej partii Madhesi Jana Adhikar Forum. W przeszłości zajmował stanowisko sędziego Sądu Najwyższego, z którego zrezygnował w grudniu 2007. Następnie zaangażował się w życie polityczne, wstępując do Madhesi Jana Adhikar Forum. 
17 lipca 2008 został kandydatem tej partii do urzędu wiceprezydenta Nepalu. 19 lipca 2008 został wybrany przez Zgromadzenie Konstytucyjne pierwszym wiceprezydentem Nepalu. Uzyskał 305 głosów poparcia, przy wymaganych 298. Oprócz swojej partii poparł go także Kongres Nepalski oraz Komunistyczna Partia Nepalu (Zjednoczenie Marksistowsko-Leninowskie). Po wyborze zadeklarował wypełnianie obowiązków w niezależny sposób. 23 lipca został oficjalnie zaprzysiężony na stanowisku.